# ハワード・ウォルドロップ
ハワード・ウォルドロップ（Howard Waldrop、1946年9月15日 - 2024年1月14日）は、アメリカ合衆国のSF作家。ミシシッピ州生まれ。
短篇小説の名手として知られており、ヒューゴー賞、ネビュラ賞、ローカス賞、世界幻想文学大賞などのノミネートや受賞回数も多い。

## 主な著作

### 長篇および中篇
- The Texas-Israeli War（共著） (1986年)
- Them Bones (1984年)
- A Dozen Tough Jobs (1989年)

### 短篇
- The Ugly Chickens (1980年). 邦訳『みっともないニワトリ』黒丸尚訳
- Green Brother (1982年). 邦訳『緑のきょうだい』小川隆訳
- Man-Mountain Gentian (1983年). 邦訳『不動の人間山岳巌魑庵』小川隆訳

### ワイルドカードシリーズ
- Thirty Minutes Over Broadway! (1987年). 邦訳『ブロードウェイ上空30分』黒丸尚訳（『ワイルド・カード（英語版）　大いなる序章』所収）

## 外部サイト
- A Woodsman's Guide to Howard Waldrop
- The Ugly Chickens(scifi.com)
- 『火星人テキサスにあらわる』(NOVA MONTHLY 25号)